# Rajmund Porada
Rajmund Porada (ur. 26 grudnia 1969 w Krapkowicach) – polski duchowny katolicki, doktor habilitowany nauk teologicznych, profesor nadzwyczajny Uniwersytetu Opolskiego (UO), specjalista w zakresie teologii ekumenicznej.

## Życiorys
Święcenia kapłańskie przyjął 21 maja 1994. W 1998 uzyskał na Wydziale Teologii Katolickiego Uniwersytetu Lubelskiego stopień naukowy doktora nauk teologicznych na podstawie rozprawy pt. Rola Kościoła w dziele usprawiedliwienia. Studium ekumeniczno-dogmatyczne dokumentów dialogu katolicko-luterańskiego na forum światowym. W 2009 na podstawie dorobku oraz rozprawy pt. Ekumeniczne rozumienie sukcesji apostolskiej. Studium dokumentów dialogów doktrynalnych Rada Wydziału Teologicznego UO nadała mu stopień doktora habilitowanego nauk teologicznych.
Pod jego kierunkiem stopień naukowy doktora otrzymał Piotr Kroczek.
W kadencji 2008-2016 był prodziekanem do spraw nauki i studiów doktoranckich Wydziału Teologicznego UO.

## Wybrane publikacje
- Ad plenam unitatem. Księga pamiątkowa dedykowana księdzu Arcybiskupowi Alfonsowi Nossolowi (red.), Opole: Redakcja Wydawnictw WT UO, 2002.
- Chrystus światłem ekumenii. W drodze na Trzecie Europejskie Zgromadzenie Ekumeniczne w Sibiu (red.), Opole: Redakcja Wydawnictw Wydziału Teologicznego Uniwersytetu Opolskiego, 2006.
- Ekumeniczne rozumienie sukcesji apostolskiej. Studium dokumentów dialogów doktrynalnych, Opole: Redakcja Wydawnictw Wydziału Teologicznego Uniwersytetu Opolskiego, 2008.
- Ekumenizm duchowy - duchowość pojednania (red.), Opole: Redakcja Wydawnictw Wydziału Teologicznego Uniwersytetu Opolskiego, 2012.
- Kościół w dziele usprawiedliwienia. Ekumeniczno-dogmatyczne studium dokumentów dialogu katolicko-luterańskiego, Opole: Uniwersytet Opolski. Wydział Teologiczny, 2000.
- W nurcie myśli Jana Kalwina (współred.), Opole: Redakcja Wydawnictw Wydziału Teologicznego Uniwersytetu Opolskiego, 2009[4].